# H. Palmcrantz & Co

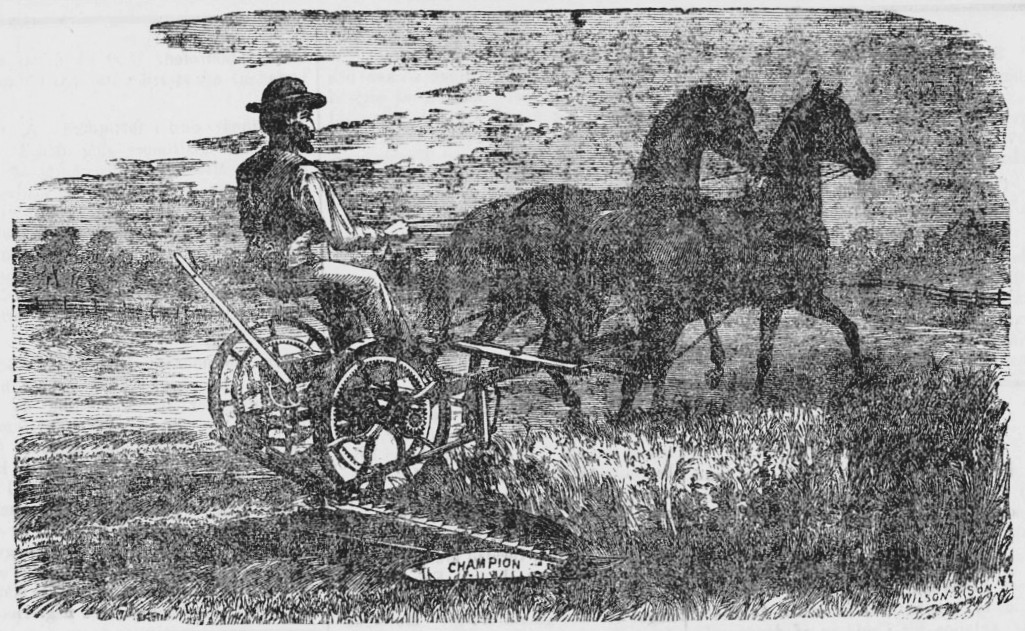
Palmcrantz slåttermaskin.

H. Palmcrantz & Co var ett verkstadsföretag i Stockholm.

## Historik
| Stockholms vapenfabrik på Kungsholmen och Palmcrantz & Co på Lövholmen. |  | Stockholms vapenfabrik på Kungsholmen och Palmcrantz & Co på Lövholmen. |
| Stockholms vapenfabrik på Kungsholmen och Palmcrantz & Co på Lövholmen. |  |                                                                         |

Ingenjören och uppfinnaren Helge Palmcrantz startade i liten skala tillverkning av kulsprutor och andra vapen på Södermalm i Stockholm, men tillverkningen flyttade 1875 till Döbelnsgatan 38. Lokalerna var dock snart för små, och en större fabrik för uppfördes 1879 på adressen Hantverkargatan 37 på Kungsholmen i kompanjonskap med Theodor Winborg, där också produktionen utökades med slåttermaskiner och radsåningsmaskiner. Helge Palmcrantz avled året efter och fabriken drevs därefter under namnet Stockholms Vapenfabrik av Theodor Winborg. 
År 1890 delades produktionen upp, så att den civila produktionen flyttades till den nybyggda Palmcrantzska fabriken på Lövholmen i Brännkyrka socken, medan kulsprutorna även fortsättningsvis tillverkades på Kungsholmen. I den civila produktionen ingick 1894–1900 tillverkning av den av Birger Ljungström utvecklade säkerhetscykeln Sveacykeln med frihjul.
1906 begärdes likvidation av Stockholms vapenfabrik och den var helt genomförd 1909. Anläggningen på Lövholmen övertogs 1902 av AB Wilh. Beckers färgfabrik. Den gamla fabriksbyggnaden förvandlades i slutet av 1980-talet till konsthallen Färgfabriken med kafé och kontor.